# Наутилус (Жюль Верн)

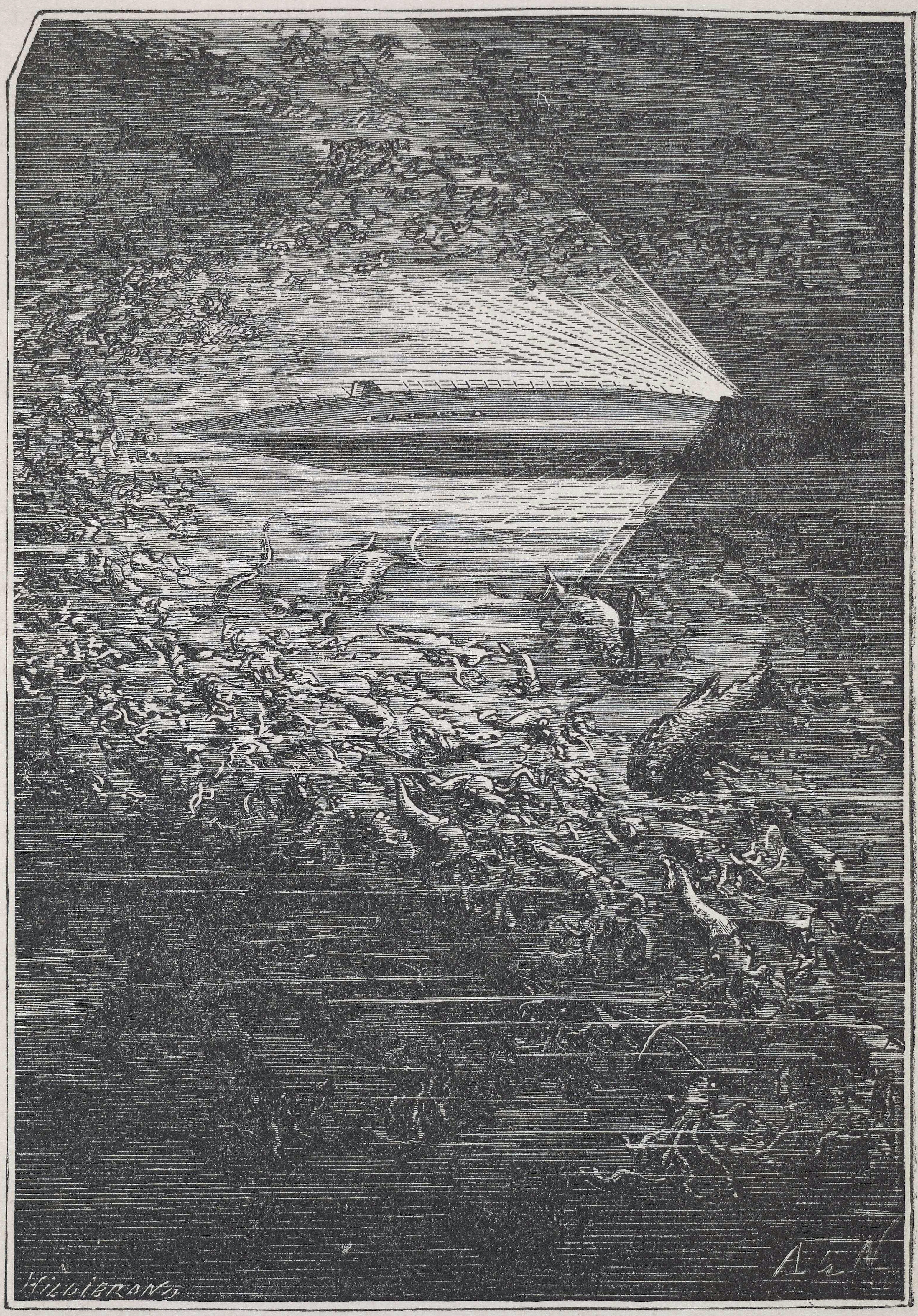
«Наутилус» в представлении художника Невиля

«Наути́лус» — вымышленный подводный корабль капитана Немо (подводная лодка) из фантастических произведений французского писателя XIX века Жюля Верна: «Двадцать тысяч лье под водой» и «Таинственный остров».
Наряду с другими знаменитыми персонажами произведений Жюля Верна, «Наутилус» стал самостоятельным героем мировой литературы, которому посвящено множество работ (в том числе и научных).
Впервые появившись в романе «Двадцать тысяч льё под водой» (изданном в 1869 году), «Наутилус» верно служит своему капитану, показывая неприхотливость и надёжность, а также невероятные как для того, так и для настоящего времени, технические характеристики. За семь месяцев он преодолел расстояние в 20 000 морских льё (60 000 морских миль или около 111 000 км), что более чем вдвое больше длины экватора, опустился на дно океана, а затем сумел выбраться из водоворота Мальстрём. Он был орудием возмездия и в то же время — исследовательской лабораторией; потопил несколько кораблей и помог найти Атлантиду. «Наутилус» в XIX веке стал воплощением технического прогресса, а его имя стало очень популярным среди субмарин и технических средств. Из-за него Жюля Верна стали называть «отцом подводных лодок». В честь «Наутилуса» называют электронные приборы, компьютеры, космические аппараты, а также рестораны, отели, рок-группы и спортивные клубы.

## Появление «Наутилуса» в фантазии писателя
Образ большого подводного корабля возник у Жюля Верна не сразу. Своим появлением в фантазии писателя «Наутилус» обязан, прежде всего, своему капитану — Немо. В 1866 году Жюль Верн пишет своему издателю Пьеру-Жюлю Этцелю:

Надо, чтобы мой неизвестный не имел ни малейшего соприкосновения с остальным человечеством, от которого он полностью отделён. Он и не живёт на земле, он обходится без земли. Моря ему достаточно, но надо, чтобы море давало ему всё, вплоть до одежды и пищи. Никогда он не ступает ногой на какой-либо из материков…
Писатель решил поместить своего героя (капитана Немо) в глубины океана, а для этого ему нужен был достаточно большой (по сравнению с подводными лодками тех лет) подводный корабль. Среди моряков издавна ходили неприятные и пугающие слухи о светящихся ночью в морях пятнах, движущихся с большой скоростью. В 1860-х годах подводные лодки были достаточно известны. Их уже строили в ряде стран. К началу написания романа о «Наутилусе» капитана Немо уже существовал подводный перископ, и Жюль Верн хорошо знал об этих историях и изобретениях. Он вёл личную подробную картотеку научных разработок своего времени, которая до сих пор не опубликована. На соединении реальности и слухов у Жюля Верна начал формироваться образ будущего «Наутилуса».

В 1862 году Жюль Верн увидел строящийся во Франции «Le Plongeur» («Ныряльщик»), который считался настоящим гигантом среди субмарин. В 1867 году, вернувшись в Париж после путешествия в США, он посетил Всемирную выставку на Марсовом поле, где были представлены «Фея Электричества», проект будущего Суэцкого канала, а также технологии первых подводных лодок и водолазный скафандр, многое из которых писатель позже внедрил на своём фантастическом подводном корабле. 

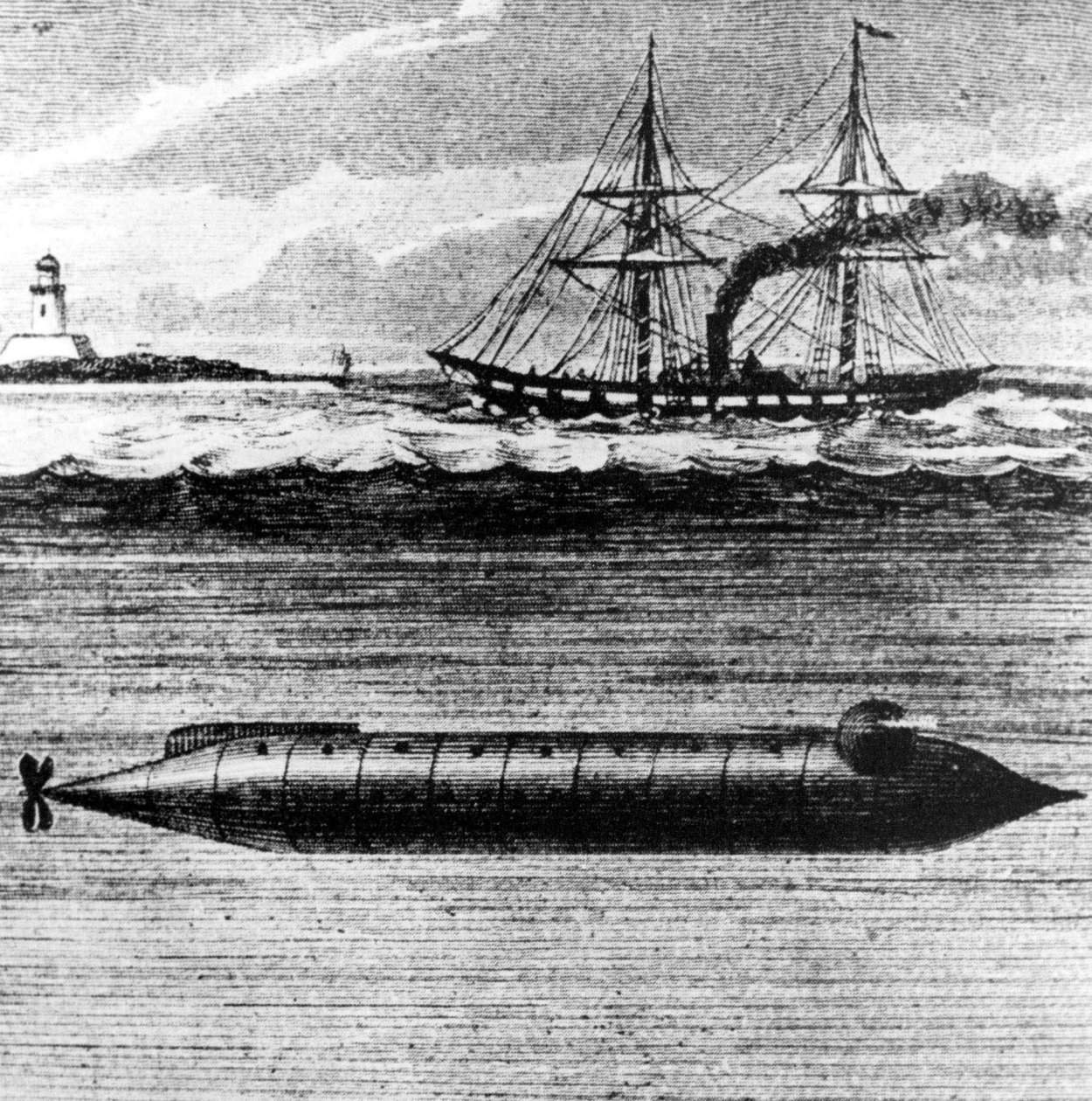
Винтовой проект субмарины «Alligator»

Трудно точно определить, какая именно подводная лодка послужила окончательным прообразом подводной лодки «Наутилус» капитана Немо.
Согласно рисункам Эдуарда Риу и Альфонса де Невиля, иллюстрировавших с личного согласия Жюля Верна первые книжные издания романа «Двадцать тысяч льё под водой», внешне субмарина слегка похожа на американскую подводную лодку «Alligator», спущенную на воду в 1862 году (на её винтовой проект, а был ещё и гребной вариант — на вёслах), а также на другую американскую подводную лодку — «H.L. Hunley» («Ханли») 1863 года — произведение конструктора Джеймса Мак-Клинтока (James R. McClintock), которую часто называют по имени Хораса Лоусона Ханли, атаковавшую 17 февраля 1864 года корвет федерального флота «Housatonic».
Однако, по устройству корпуса «Наутилус» ближе всего к французскому «Le Plongeur»: резервуар для сжатого воздуха в носовой части, механический привод винта, продувка балластных цистерн с помощью сжатого воздуха, палубная шлюпка, крупные иллюминаторы в корпусе, рули глубины в корме судна, а также большие, по сравнению с другими субмаринами того времени, размеры. При этом не следует забывать про длинный шест (10 метров длины) дистанционной мины в носу корабля, который послужил прообразом знаменитого тарана «Наутилуса». Таранная война в те времена считалась основной на море.
Весьма распространено мнение, что «Наутилус» получил имя в честь одноимённой лодки Роберта Фултона, которую тот в мае 1801 года демонстрировал парижанам на Сене. Однако, оно — ошибочно: в своих произведениях Жюль Верн, родившийся в 1828 году, ни разу не упоминает его имя, тем более что Фултон предлагал свои субмарины не только Франции, но и её потенциальному врагу — Англии. Таким образом, у Жюля Верна не было никаких оснований называть свой вымышленный подводный корабль в честь реально существовавшего. Более того, в романе «Двадцать тысяч льё под водой» описывается эпизод, когда пассажиры «Наутилуса» наблюдают за стаей моллюсков наутилусов (в романе их называют аргонавтами) и сравнивают моллюсков и их раковины с капитаном Немо и его кораблём. Этот же эпизод раскрывает смысл девиза «Наутилуса»: «Подвижный в подвижной среде» («Mobilis in mobile»).

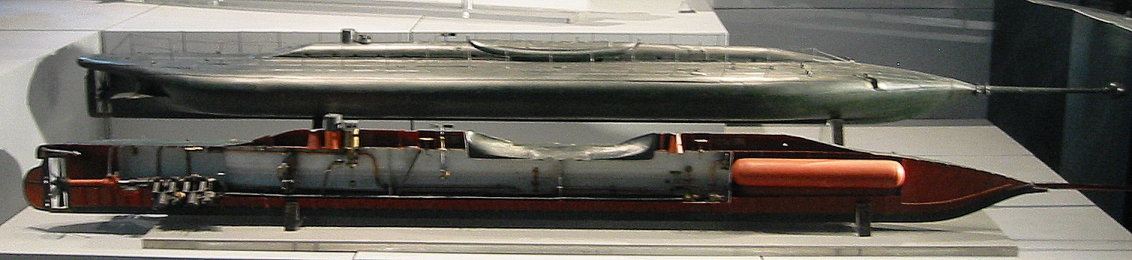
Модель «Le Plongeur» в Национальном морском музее, Париж

## «Наутилус» в произведениях Жюля Верна

### Создание
После поражения восстания сипаев в Индии и возвращения владычества Британии принц Даккар, потеряв жену и двоих детей, вместе с горсткой верных ему людей перебирается на отдалённый островок в Тихом океане. Там он (назвавший себя «Nemo», с (лат.) — «Никто» Капитан Немо) вместе с единомышленниками создаёт верфь, где по чертежам, направленным под разные заказы для изготовления отдельных узлов корабля, ранее разосланным в разные концы света и подписанными разными именами, с указанием в них вымышленного предназначения для каждого агрегата, собирает подводный корабль, который получает имя «Наутилус». Киль создаётся у Крезо, гребной вал у «Пена и компании» в Лондоне, листовая обшивка корпуса у Лерда в Ливерпуле, винт у Скотта в Глазго, резервуары у «Кайля и компании» в Париже, машины у Круппа в Пруссии, таран в мастерских Муталы в Швеции, измерительные приборы у братьев Гарт в Нью-Йорке и так далее. После сборки корабля Немо сжигает все следы пребывания людей на острове и начинает путешествие в морских глубинах на своём корабле.

### Конструкция

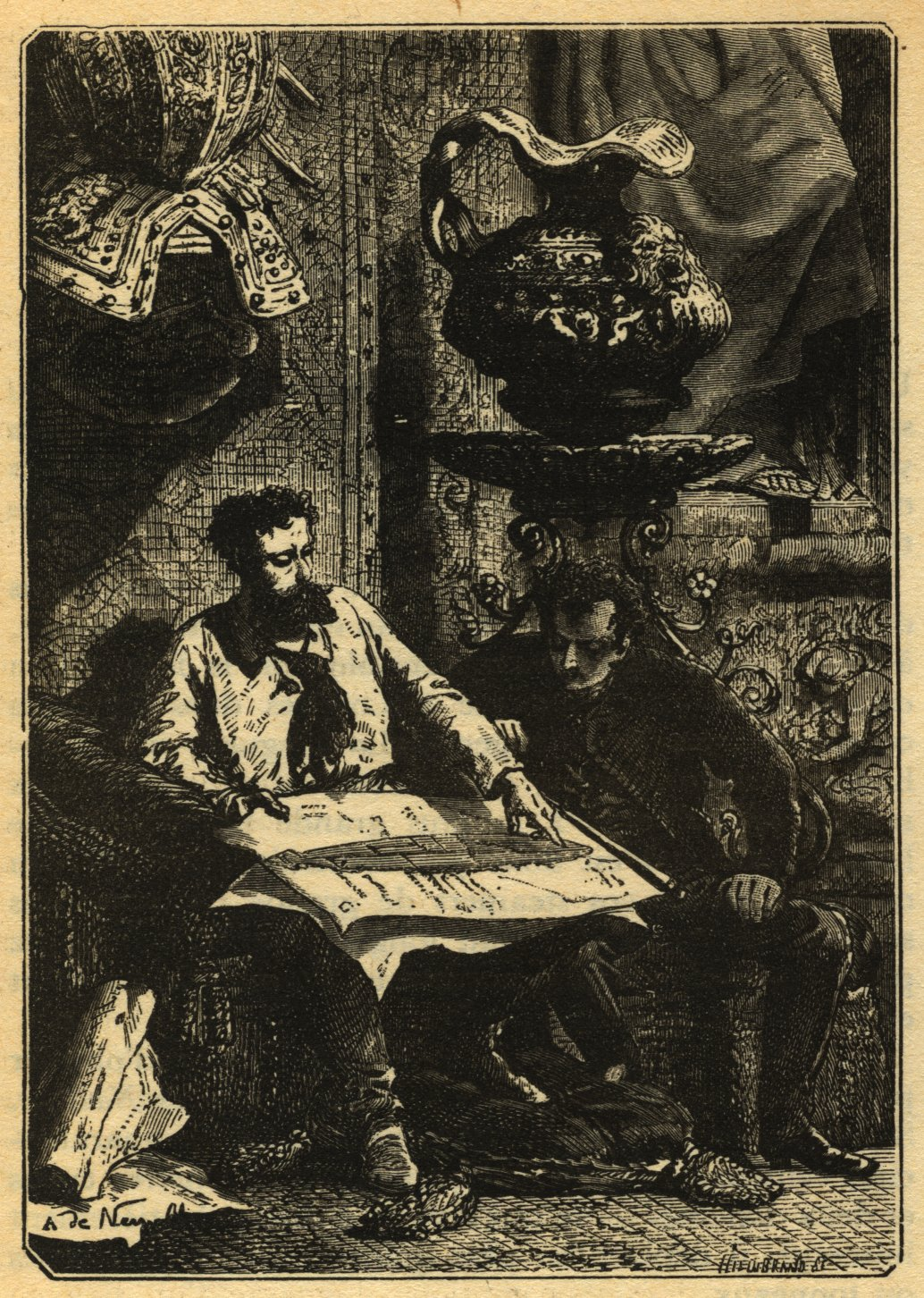
Капитан Немо и профессор Аронакс над планом «Наутилуса»

Корабль имеет веретенообразную форму прочного корпуса, его длина составляет 70 м, максимальная ширина — до 8 м. Подводное водоизмещение корабля составляет 1507,2 т (эту величину, в главе XIII романа, в переводе с французского на русский язык, осуществлённого с согласия Жюля Верна, точно указала лично с ним знакомая Марко Вовчок, переводившая исходный текст), надводное водоизмещение — 1356,48 т (9/10 от подводного).
«Наутилус» имеет два корпуса: один наружный (лёгкий), другой внутренний (прочный). Такое устройство подводной лодки, при котором оба корпуса соединены между собой балками, имеющими двутавровое сечение, придаёт судну (по мнению Немо или Жюля Верна) чрезвычайную прочность, обеспеченную за счёт специальной сварки, а не заклёпок.
В романе «Таинственный остров» в главе XV «Наутилус» описывается как: «…Длинный веретенообразный предмет. Он был неподвижен и окутан безмолвием. Свет, источаемый им, струился с боков, словно из жерл двух печей, накаленных добела. Этот аппарат, напоминавший огромного кита, был длиной приблизительно в двести пятьдесят футов (76,3 м) и возвышался на десять-двенадцать футов над уровнем воды (3,05 — 3,66 м)…».
При этом имеется описание порядка причаливания шлюпки к «Наутилусу»: «…Она подошла к его левому боку, из которого исходил пучок света, проникая сквозь толстое стекло. Сайрес Смит и его друзья поднялись на площадку. На ней виднелся открытый люк. Все вошли в отверстие люка. Внизу лесенки был внутренний коридор, освещенный электричеством. В конце коридора находилась дверь…»
Далее, в главе XVII указано, что: «Колонисты вышли на площадку, которая возвышалась над водой на семь-восемь футов (2,1-2,4 метра), и остановились возле большого стекла в форме чечевицы, из-за которого сверкал пучок света. За стеклом видна была каютка со штурвалом, в которой находился рулевой, когда ему приходилось вести „Наутилус“ сквозь пласты воды, освещаемые электричеством на значительное расстояние.»
При внимательном рассмотрении, линейные характеристики погружения палубы подводного судна разнятся и не соответствуют данным, указанным в романе «Двадцать тысяч льё под водой»: 0,8 м над поверхностью воды (моря).
В романе «Двадцать тысяч льё под водой» имеется двоякое описание наружной обшивки корпуса корабля: гладкая, сплошная, разделенная «ровными рядами заклепок», а также: «Похожая на чешую пресмыкающихся», то есть, — «лист внахлёст на другой лист обшивки». Однако важно не забывать про абсолютно гладкую поверхность корпуса, «за которую нельзя уцепиться» и, возможно, имеющую конфигурацию листов внешней обшивки корабля, визуально напоминающую чешую пресмыкающегося (рептилии). Таким образом, «чешуйки» внешнего броневого (лёгкого) корпуса, выложены на «сетке» двутавровых балок сочленения внешнего «лёгкого» корпуса с внутренним «жёстким», прочным корпусом, которая по форме устроена как пчелиные соты, где каждая ячейка составляет правильный шестиугольник, помноженный на жёсткость двутавровой балки.
Конструктивно, общая толщина борта корабля, состоящая из двух корпусов и двутавровых балок сочленения, превышает толщину хрусталя иллюминаторов (не менее 1 фута). Подобная конструкция позволяет крепить обшивку броневых плит лёгкого (внешнего) корпуса к прочному корпусу достаточно произвольно — так, как удобно, согласно основному проекту подводной лодки, что при внешнем осмотре с дальней дистанции позволяет допустить ошибку в идентификации объекта (как описано в романе): принять субмарину за чешуйчатое существо.
Обшивка корабля изготовлена из листовой стали, удельный вес которой равен 7,8 т/м³. Толщина наружной обшивки не менее 5 см. Киль — горизонтальная балка: 50 см в высоту и 25 см в ширину и весом 62 тонны (длина киля — 63,6 м, исходя, из удельного веса стали — 7,8). Разницу общей длины судна между ахтерштевнем (с учётом длины, в которую включен также странпост судна) и носовой оконечностью киля, в боковой проекции, занимает изогнутый форштевень длиной между перпендикулярами плюс 6,4 метра, плавно переходящий в таран.
Рулевое управление (в горизонтальной плоскости) на «Наутилусе» осуществляется посредством обыкновенного вертикального руля с «широким пером», укрепленном на ахтерштевне. Скорость «Наутилуса» составляла 50 морских миль (1852,0 м × 50) в час или 92,6 км/час. По условиям судостроительного конструирования, у «Наутилуса» рулевое перо скоростного судна составляет общую площадь не менее 5,5-6,0 м2 (нормальное соотношение площади руля для скоростного корабля равно: 1/60, угол перекладки руля от 30° до 35°).
При описании конструкции «Наутилуса», капитан Немо говорит о его двух горизонтальных рулях глубины, предназначенных для погружения корабля. Эти рули находятся на центральной ватерлинии корпуса по бортам судна и используются для управления глубиной погружения субмарины, в частности, при необходимости погружений на максимальную глубину (их использование демонстрируется в эпизоде, когда «Наутилус» погружается на 16 километров в Атлантическом океане).
Бак (нос) «Наутилуса» венчает главное оружие корабля — таран, имеющий в поперечнике форму равнобедренного треугольника, обращенного вершиной вниз, с основанием шириной не менее 2 метра. Такая конструкция носовой части подводной лодки, нагруженной тараном: «вершиной — вниз», позволяет судну работать как ледокол. «Наутилус» таранил лёд, после чего взмывал над коркой льда и проламывал льдину своей массой. Расположение тарана на корпусе субмарины и его свойства показывает эпизод случайного столкновения «Наутилуса» с пароходом «Шотландия», изложенный Жюлем Верном в романе «Двадцать тысяч льё под водой» очень подробно:
«Шотландия» находилась под 15°12' долготы и 45°37' широты. Море было спокойное, дул легкий ветерок. Тысячесильная машина (неточность - мощность паровой машины составляла около 4000 л.с.) сообщала пароходу скорость в тринадцать и сорок три сотых узла. Колеса парохода равномерно рассекали морские волны. Осадка судна равнялась шести метрам семидесяти сантиметрам, а его водоизмещение — шести тысячам шестистам двадцати четырём кубическим метрам. В четыре часа семнадцать минут пополудни, в то время как пассажиры завтракали в кают-компании, корпус парохода вздрогнул от легкого удара в кормовую часть, несколько позади колеса левого борта. По характеру толчка можно было предположить, что удар был нанесен каким-то острым предметом. Притом толчок был настолько слабым, что никто на борту не обратил бы на это внимания… Капитан Андерсон распорядился остановить машины и затем приказал одному из матросов, опустившись в воду, осмотреть пробоину. Через несколько минут было выяснено, что в подводной части парохода имеется пробоина шириной в два метра… Пароход поставили в сухой док, и инженеры компании осмотрели судно. Они не верили своим глазам. В корпусе судна, в двух с половиною метрах ниже ватерлинии, зияла пробоина в виде равнобедренного треугольника. Края пробоины были ровные, их как бы вырезали резцом. Очевидно, орудие, пробившее корпус судна, обладало замечательной закалкой. Притом, пробив листовое железо толщиной в четыре сантиметра, оно само собой высвободилось из пробоины!

В главе XIII романа «Двадцать тысяч льё под водой» на вопрос профессора Аронакса о столкновении двух кораблей капитан Немо поясняет:
— Я плыл в двух метрах под уровнем моря, когда произошло столкновение.
Согласно описанию Автора, в корме «Наутилуса» находится четырёхлопастный гребной винт диаметром 6 метров (шаг винта — 7,5 м, диаметр гребного вала 60 см), его максимальная частота вращения — 120 оборотов в минуту. В романе указано — 120 в секунду (это либо техническая ошибка, либо желание Жюля Верна). При подобной скорости вращения (с учётом параметров винта) за кормой судна возникает пустое (водно-дисперсионное) пространство, а винт «молотит» вспененную воздухом водную суспензию, без возможности от неё оттолкнуться. Учитывая указанную скорость вращения гребного винта, корабль не сдвинулся бы с места ни на метр. Такие ошибки (или допуски Жюля Верна) в романе имеются. Возможно, это желание автора, доказывавшего таким образом или свой суперпроект, или возможности науки будущего. Ведь никто не знал в те времена, как конкретно должна выглядеть подводная суперлодка.
В верхней (надводной) части судна выступают две надстройки: ходовая рубка на носу подводной лодки (квадрат со сторонами внутренней площадки рубки размером 6 на 6 футов, при толщине брони стен кабины не менее 1 фута), а позади неё, на корме палубы, расположена кабина прожектора (при аналогичных параметрах толщины стенок агрегата), в которую вмонтированы устройства концентрической линзы, под которыми устроена дуговая лампа корабля. Перед атакой враждебного корабля на «Наутилусе» обе надстройки утапливаются в корпус «Наутилуса».
На осевой линии наружной палубы судна, в её середине, но ближе к корме, под защитой брони корпуса в особом «гнезде» располагается шлюпка, совмещенная кессонным люком с корпусом корабля, которая крепится к корпусу корабля болтами, а сверху её прикрывает водонепроницаемая крышка. Также, вокруг «палубы (площадки)» установлено ограждение, которое перед атакой враждебного корабля «опускается вниз» (укладывается вниз, в собственный жёлоб на наружной обшивке «Наутилуса», предусмотренный на «площадке» подводной лодки).
По обоим бортам подводной лодки, в структуре салона корабля, расположены удлинённые иллюминаторы, имеющие автоматически закрывающиеся створы, для остекления которых (как для рулевой рубки и кабины прожектора), согласно роману, использован хрусталь толщиной не менее 21 см.
Для погружения и всплытия используются балластные цистерны объёмом 150,72 м³, их наполнение и продувка производятся из машинного отделения по команде, а при необходимости, — через 2 крана («Таинственный остров», часть 3, глава XVII), расположенных в кормовой части корабля (на правом и левом бортах), причём, насосы для продувки цистерн настолько мощные, что обеспечивают всплытие с глубины до 2 км. В романе описывается эпизод, когда насосы выбросили остатки воды из балластных цистерн на высоту около 40 м. Кроме того, «Наутилус» имеет запасные балластные резервуары ёмкостью 100 тонн.
Основной двигатель силовой установки и все вспомогательные моторы (в том числе, предназначенные для открывания люков) на корабле — электрические, источником электроэнергии являются сверхмощные натриевые батареи.
Максимальная скорость корабля — 50 морских миль или 92,6 км/час, максимальная глубина погружения — не менее 16 километров.
Для получения пресной воды на «Наутилусе» используется установка для дистилляции.
Отсутствие системы регенерации воздуха, которую Немо посчитал излишней, приводит к необходимости регулярной вентиляции и лишают корабль полной автономности. «Наутилус» должен подниматься на поверхность для вентиляции раз в сутки. Дополнительный запас воздуха в баллонах позволяет продлить погружение на срок около 5 суток.

### Внутренняя планировка
Если идти от форштевня корабля к его миделю, то первые 7,5 метра занимает резервуар для хранения воздуха. Далее идёт каюта длиной 2,5 метра (без указания ширины), в которую капитан Немо поселил профессора Аронакса. За ней следует каюта капитана Немо длиной 5 метров (аналогично). Каюта капитана описывается как суровое помещение, из мебели в ней только железная кровать, рабочий стол, несколько стульев и умывальник.

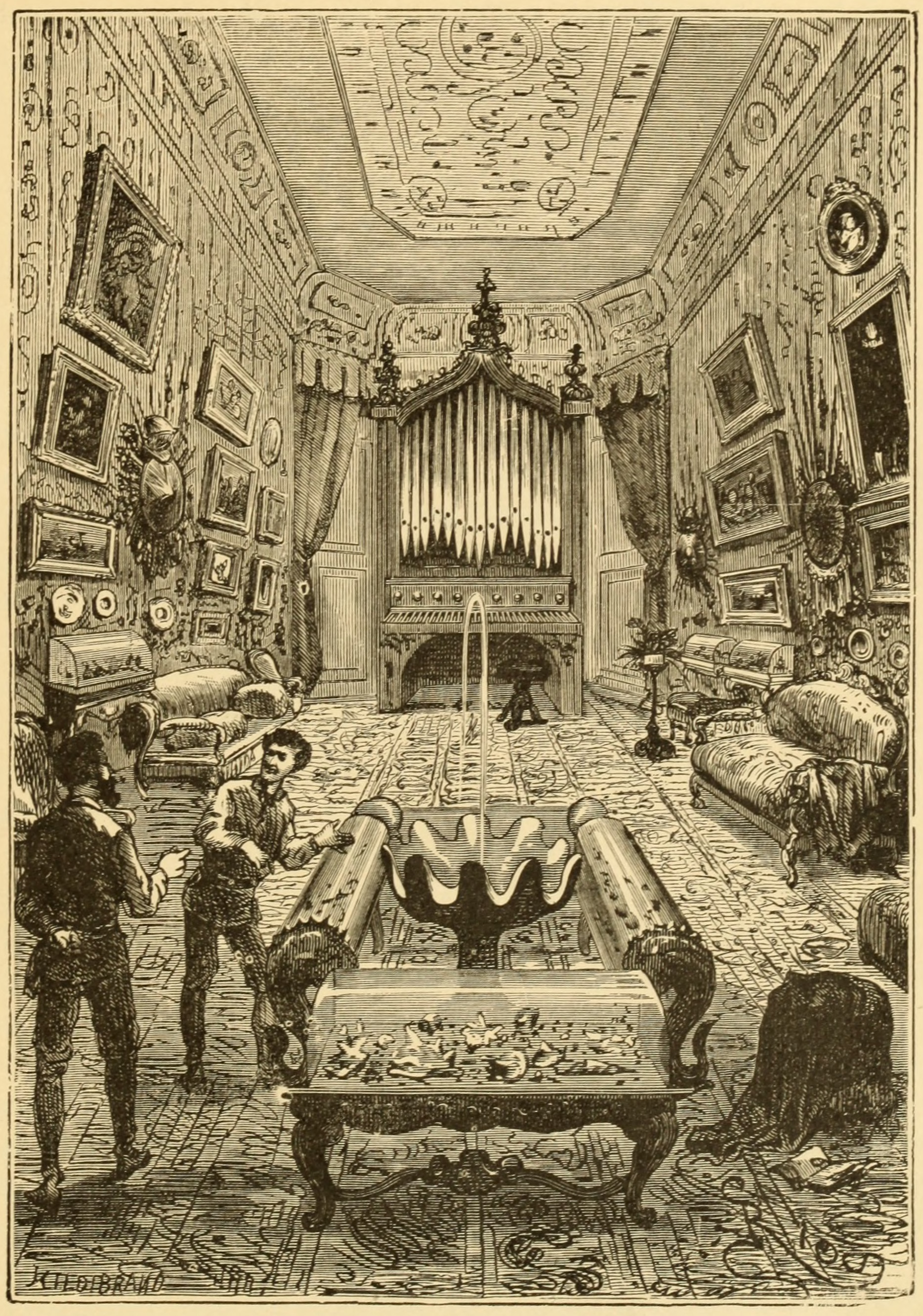
Салон «Наутилуса»

Водонепроницаемой переборкой от них отделён Салон. Это просторный зал в форме четырёхугольника (трапеция) со скошенными углами, имеющий 10 метров в длину, 6 метров в ширину, и 5 метров в высоту (на входе от миделя (центра судна) в сторону форштевня). За сводчатым, узорным орнаментом потолка, выдержанного в духе мавританских сводчатых покрытий, под арабесками, скрывающими мощные лампы освещения, капитан Немо устроил самый настоящий музей искусства и даров природы, в котором стены были обтянуты ткаными обоями строгого рисунка и где находились около 30 картин в одинаковых рамах, отделённые одна от другой щитами с рыцарскими доспехами, украшавшими стены.
Из мастеров представлены: «Мадонна» Рафаэля, «Дева» Леонардо да Винчи, «Нимфа» Корреджо, «Женщина» Тициана, «Поклонение волхвов» Паоло Веронезе, «Успение» Мурильо, «Портрет» Гольбейна, «Монах» Веласкеса, «Мученик» Рибейры, «Ярмарка» Рубенса, два фламандских пейзажа Тенирса, три жанровых картины Жерара Доу, Метсю, Паулюса Поттера, картины Жерико и Прюдона, несколько морских пейзажей Бакхёйзена и Верне. Новейшую живопись представляют картины Делакруа, Энгра, Декана, Труайона, Мессонье, Добиньи.
Всю стену между дверьми в сторону носа подводной лодки занимает орган или (в зависимости от перевода) — огромная фисгармония, на которой разбросаны партитуры Вебера, Россини, Моцарта, Бетховена, Гайдна, Мейербера, Герольда, Вагнера, Обера, Гуно и многих других (вместе с тем, ширина клавиатуры музыкального инструмента не может превышать двух метров, иначе на ней невозможно играть).
В углах салона на высоких пьедесталах установлены мраморные и бронзовые копии античных скульптур.
Рядом с произведениями искусства соседствуют творения природы, представленные водорослями, раковинами и прочими дарами океанской фауны и флоры.
Посреди салона из раковины гигантской тридакны бьёт фонтан, освещённый снизу электричеством. Края раковины изящно зазубрены, а её диаметр около двух метров. Вокруг раковины в изящных витринах, оправленных в медь, расположены по классам и снабжены этикетками редчайшие экспонаты океанических вод.

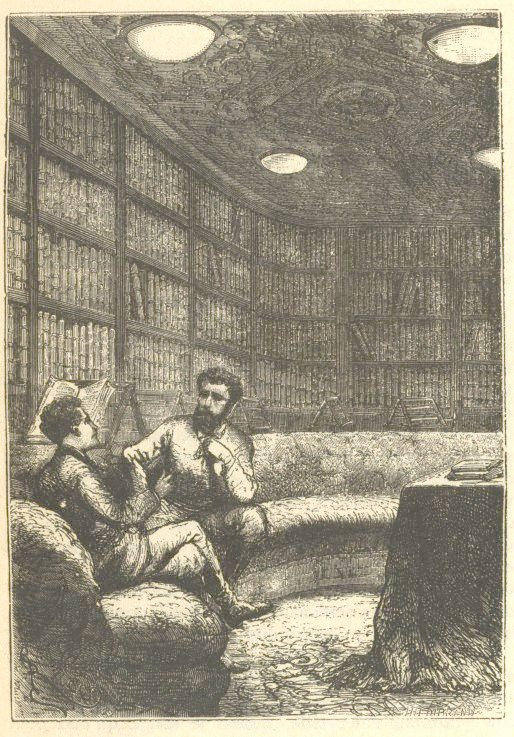
Библиотека «Наутилуса»

Следом за салоном и второй водонепроницаемой переборкой расположено помещение библиотеки (она же — курительная комната) длиной 5 метров (без указания ширины). Вдоль стен помещения установлены книжные шкафы из чёрного палисандрового дерева с бронзовыми инкрустациями, занимающие всё пространство от пола до потолка. Несколько отступая от шкафов установлены сплошные широкие диваны, обитые коричневой кожей, близ диванов расставлены лёгкие передвижные подставки для книг. Посреди библиотеки установлен большой стол. На потолке расположены 4 светильника из матового стекла, а сам потолок украшает лепнина. Библиотека «Наутилуса» насчитывает 12 тысяч томов.
Далее идёт столовая длиной 5 метров (без указания ширины), отделанная и меблированная в строгом вкусе. По обоим концам столовой стоят высокие дубовые поставцы, инкрустированные чёрным деревом, на их полках с волнообразными краями установлена утварь из дорогого фаянса, фарфора, хрусталя и серебра. Посреди залы установлен стол. Для смягчения света потолочных светильников применена тонкая «роспись» потолка.
За третьей водонепроницаемой переборкой расположено небольшое помещение (шахта, труба), в котором устроен трап (лестница), ведущий к шлюпке. Далее идёт ещё одна каюта длиной 2 метра, без указания ширины (в ней жили спутники профессора — его слуга Консель и гарпунёр Нед Ленд), а следом за ней камбуз длиной 3 метра, расположенный между двумя вместительными кладовыми. Возле камбуза размещается комфортабельная ванная комната с кранами для горячей и холодной воды (возможно, совмещённая с туалетом).
После идёт матросский кубрик длиною 5 метров. Рядом — арсенал: комната для хранения оружия и гардеробная для скафандров, совмещённые с кессоном в борту судна, предназначенным для выхода в море за пределы корабля.
Четвёртая водонепроницаемая переборка отделяет кубрик от машинного отделения, которое занимает в длину 20 метров и ярко освещено. Помещение состоит из двух половин: в первой находятся батареи, вырабатывающие электрическую энергию, во второй — машины, вращающие винт корабля.
«Наутилус» имеет в направлении от носа к корме — две (местами — три) внутренние палубы:
— нижнюю — бытовую: комфортабельную от форштевня до миделя — для командного состава, а также её продолжение: от миделя до машинного отделения, предназначенную для экипажа (в Викторианскую эпоху эти разные по своему предназначению помещения не могли соприкасаться, исходя из принципа неравенства классов, то есть господин и слуга не могли жить в одном (даже замкнутом) пространстве);
— верхние (не описанные в романе) — технические палубы.
По бортам внутренних палуб проложены узкие коридоры вдоль основных помещений.
На корпусе корабля, на внешней палубе (горизонтальной площадке) устроены несколько люков, открывающихся при необходимости автоматически (как минимум — три), в том числе: носовой, «центральный» и грузовой.
Стоимость корпуса корабля и оборудования «Наутилуса» (согласно утверждениям автора и Немо) на дату завершения работ по строительству подводной лодки, составляли около двух миллионов франков, а с учётом коллекций и художественных произведений, хранящихся в нём, — не менее четырёх или пяти миллионов франков.

### «Наутилус» в романе «Двадцать тысяч льё под водой»

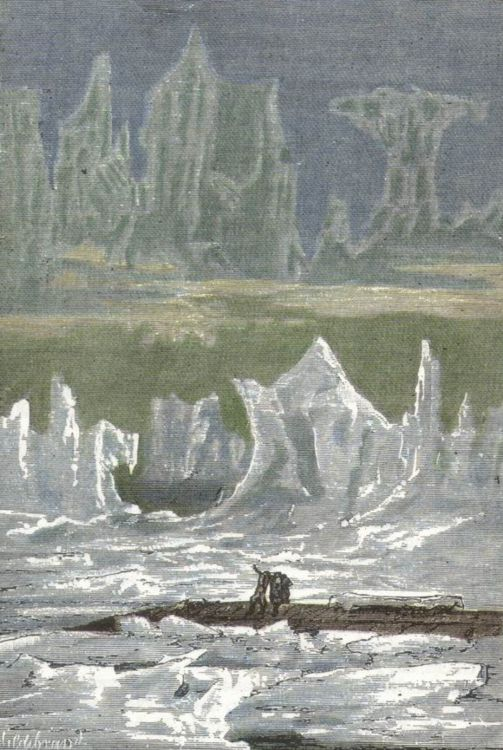
«Наутилус» во льдах близ Южного полюса

«Наутилус» появляется на первых же страницах романа (1866 год) и почти сразу же показывает свои невероятные ходовые качества, обгоняя все существующие пароходы. Поначалу все считают, что это животное: его принимают то за гигантское китообразное (нарвала), то за Кракена — гигантского моллюска (осьминога). Вскоре, по воле случая, на его борт попадают трое пассажиров: профессор Аронакс, его слуга Консель и гарпунёр Нед Ленд. Они же и узнают название корабля, а «Наутилус» довольно скоро показывает им свои возможности, благодаря которым герои романа смогли увидеть жизнь морских глубин.
В Саргассовом море «Наутилус» совершает погружение на глубину 16 километров без каких-либо повреждений.
После этого погружения герои романа совершают поход на «Наутилусе» подо льдами к Южному полюсу, на месте которого находился небольшой остров, на котором капитан Немо водрузил свой флаг, обозначивший покорение им Южного Полюса.

«Наутилус» помог своему капитану сделать много открытий: отыскать тоннель под Суэцким перешейком, раскрыть тайну гибели Лаперуза, исследовать ряд подводных пещер и найти Атлантиду.

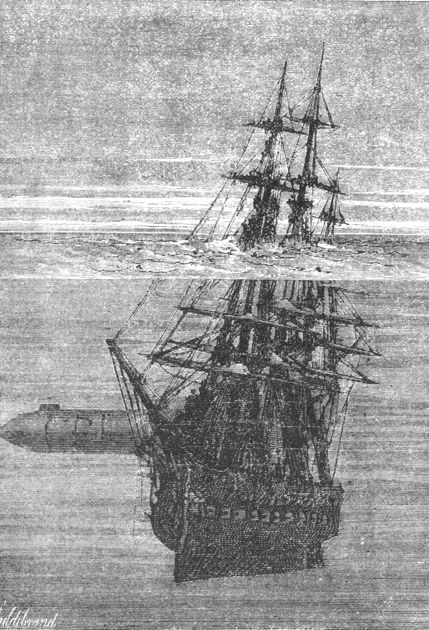
«Наутилус» рядом с атакованным кораблём

В то же время «Наутилус» показывает себя как боевой корабль. Уже в начале романа упоминается его случайное столкновение с пароходом «Шотландия», когда его таран пробил четырёхсантиметровую сталь с такой лёгкостью, что на судне это столкновение почувствовали лишь как лёгкий толчок. После этого случая газеты начинают обвинять «Гигантского Нарвала» (за которого поначалу принимали «Наутилус») в гибели каждого исчезнувшего судна. Но только со второй половины романа профессор Аронакс вместе со своими спутниками смог воочию убедиться в боевых возможностях корабля. При этом, первое же из описываемых в романе, боевое применение тарана «Наутилуса» было весьма необычно: Немо использовал его — для уничтожения стаи кашалотов. Кроме того, в романе «Наутилус» показывает себя как и «оружие возмездия». И если, в одной из глав романа, лишь намекается на его сражение с английским фрегатом (при этом оказывается смертельно ранен один из матросов «Наутилуса»), то ближе к концу романа подробно описывается, как «Наутилус» топит атакующий его английский военный корабль. 
Между тем скорость движения «Наутилуса» заметно возросла. Так он делал разбег. Весь его корпус содрогался. И вдруг я вскрикнул: «Наутилус» нанес удар, но не такой сильный, как можно было ждать. Я ощутил пронизывающее движение стального бивня. Я слышал лязг и скрежет. «Наутилус» благодаря могучей силе своего стремления вперед прошел сквозь корпус корабля так же легко, как иголка парусного мастера сквозь парусину. 
В конце романа «Наутилус» попадает в водоворот Мальстрём (именно в то время когда его случайные пассажиры решили бежать с корабля), но, как позже выясняется в романе «Таинственный остров», он сумел выбраться и из него.

### Последняя гавань

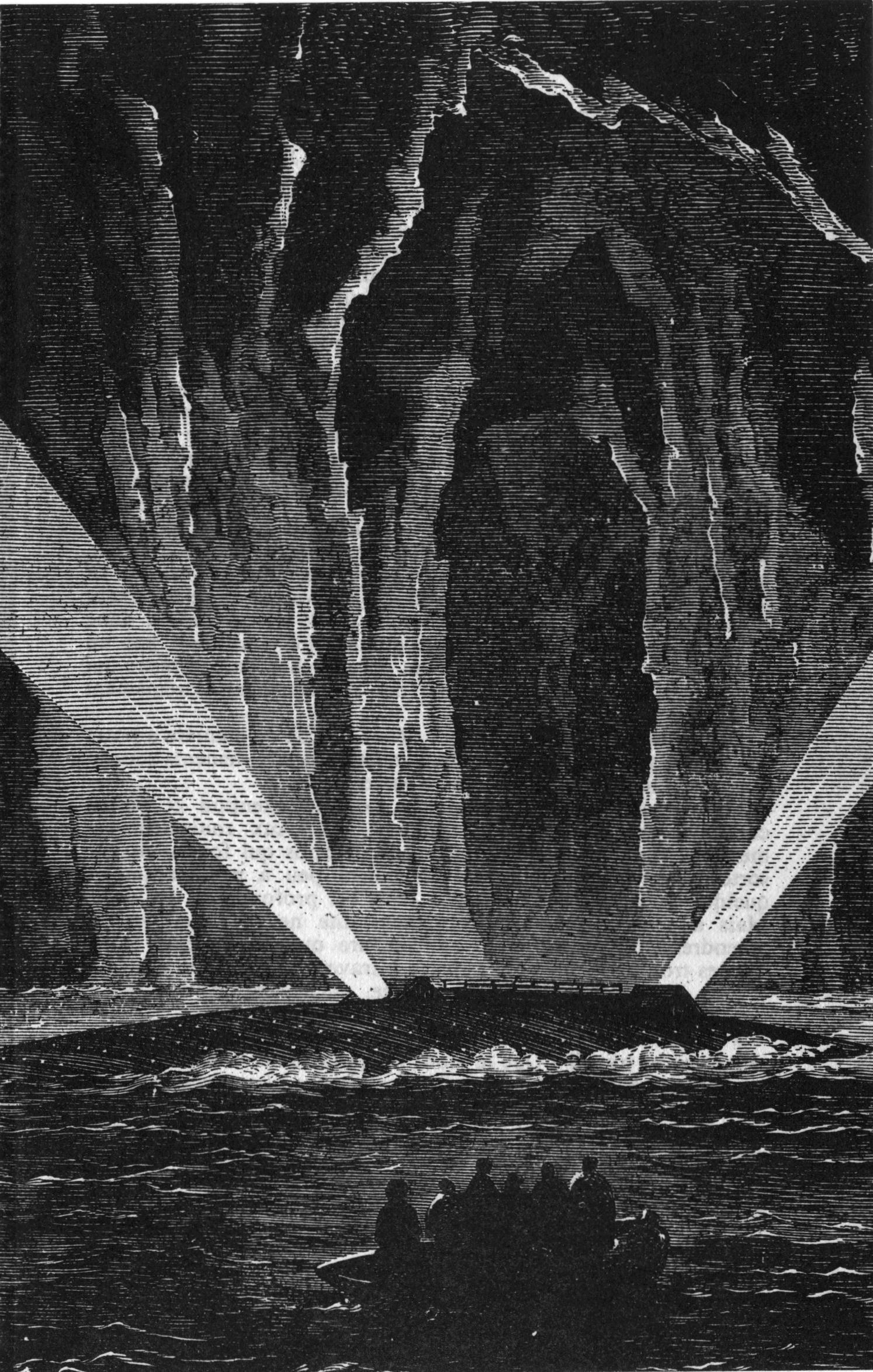
«Наутилус» в пещере острова Линкольна

Завершение истории подводной лодки «Наутилус» и её капитана Немо, Жюль Верн показал в третьей книге трилогии: «Таинственный остров».
Со временем, все спутники капитана Немо умерли. Капитан Немо, которому к концу повествования исполнилось 60 лет, остался один на один со своим кораблём. Он отвёл «Наутилус» в одну из гаваней, которые иногда служили ему местом стоянки (это одно из главных разночтений и противоречий истории подводной лодки «Наутилус» и её капитана Немо: во всех трёх книгах не совпадают временные периоды, что нарушает хронологическую последовательность событий, описываемых в романах). Последняя гавань «Наутилуса» находилась под островом Линкольна в Тихом океане.
В 1865 году над островом Линкольна разбился аэростат с беглецами из США.
Разницу в сроках начала действия романов: 1866 год — «Двадцать тысяч льё под водой» и 1865 год — «Таинственный остров» (его продолжение), сдвигающую время окончания истории «Наутилуса» и капитана Немо — вперёд: к году постройки субмарины, никто до настоящего времени так и не объяснил. Возможно, иначе нельзя было привязать повествование романов к актуальным (для читателей — современников Жюля Верна) событиям.
Немо раньше уже попытался уплыть с острова, но оказалось, что под действием вулканических сил базальтовая скала поднялась, и корабль не мог выйти из подводной пещеры. «Наутилус» оказался взаперти. Спустя несколько лет капитан Немо, почувствовав свою кончину, вызвал по телеграфу на «Наутилус» колонистов острова Линкольна. После общения с ними он изложил им свою последнюю просьбу:

…мне хочется, чтобы «Наутилус» был мне могилой. Это будет мой гроб. Все мои друзья покоятся на дне моря, и я тоже хочу лежать там.
Колонисты пообещали выполнить его просьбу. После смерти Немо они плотно закрыли на «Наутилусе» все двери и люки, после чего, на корме открыли оба продувочных крана. 16 октября 1868 года в пещере Даккара «Наутилус» погрузился под воду навсегда, а 9 марта 1869 года, после продолжительного извержения горы Франклина, стены пещеры обрушились и от хлынувшей в жерло вулкана воды гора и значительная часть острова были уничтожены. «Наутилус» оказался окончательно погребён под обломками пород.

### Критика
В 1968 году в № 3 журнала «Наука и жизнь» была опубликована статья инженера-кораблестроителя А. Гроссмана «Комфортабельный „Наутилус“ и тесная „Пантера“» (страницы 84—85). В ней автор доказывал, что «Наутилус» в реальности невозможен, так как не сможет погрузиться под воду, а вес корабля сильно завышен.
В качестве доводов, инженер приводил то, что на корабле слишком просторные залы при минимуме оборудования, из-за чего «Наутилус» при больших объёмах слишком лёгкий и, согласно закону Архимеда, будет постоянно плавать на поверхности.
Его утверждения показались публике настолько убедительными, что эту статью опубликовали на своих страницах ряд печатных изданий, но уже в 1971 году в № 5 того же журнала, была опубликована статья инженера Г. Надъярных «В глубины мирового океана» (про подводные аппараты), где на сноске к тексту (страница 45) её автор указал на ошибочность статьи Гроссмана, так как последний забыл про ещё один фактор — вес самого корпуса подводной лодки. Однако, большинство читателей на эту связь попросту не обратили внимания.
Доказать несостоятельность статьи А. Гроссмана — довольно просто: путём математического расчёта.
Объём корабля составляет 1507,2 м³, то есть для того, чтобы «Наутилус» смог опуститься под воду, его вес должен быть не менее 1507,2 т. Общий вес корабля складывается из следующего:
1. Водный балласт — около 150 т (150,72 т).
2. Внешний корпус — около 400 т (394,96 т).
3. Внутренний корпус — около 400 т (толщина его стенок в романе не указывается, но делать их тоньше стенок внешнего корпуса нет никакого смысла).
4. Киль — около 60 т (62 т).
5. Переборки, шпангоуты, бимсы, пиллерсы, кницы, гребной вал, таран, трюмная палуба — ещё около 150 т.

Итого: для того, чтобы «Наутилус» смог погрузиться под воду, его машины, оборудование, батареи, обстановка, твёрдый балласт и прочее должны весить около 340 т, что вполне осуществимо на практике. Лёгкость деревянных шкафов и некоторого оборудования вполне компенсируется тяжёлым балластом. Так, например, если его вес принять равным 240 т, а материалом взять свинец, то он займёт объём около 21 м³, что составляет 1,4 % от общего объёма корабля. При этом «Наутилус» также имеет на корпусе дополнительные (резервные) балластные цистерны ёмкостью 100,0 тонн.

### Другие подводные лодки в произведениях Жюля Верна

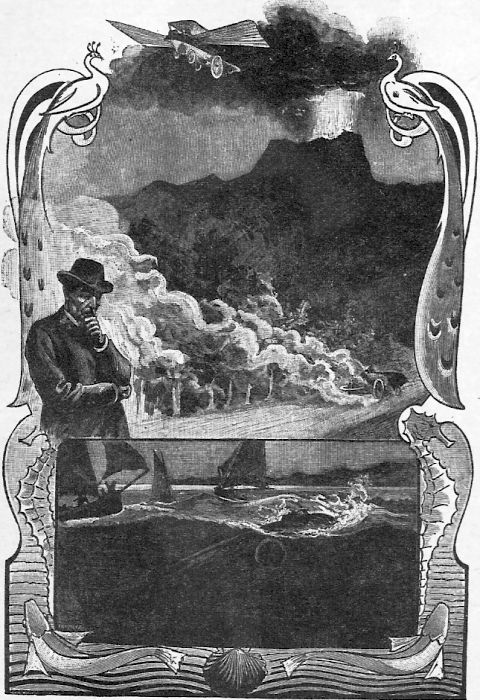
«Грозный» в разных средах

После романов «Двадцать тысяч льё под водой» и «Таинственный остров» (1875 года) Жюль Верн довольно долго не возвращался к подводным лодкам. Наконец, в 1896 году вышел роман «Флаг родины», где также фигурирует «подводная лодка». Как и у «Наутилуса», её главным оружием является таран, но размерами она гораздо меньше, оборудована перископом, а источником электроэнергии являются аккумуляторы. Более подробное описание субмарины в романе отсутствует. Командует же ею не благородный капитан, подобный Немо, а Кер Каррадже — злодей, который использует субмарину для пиратских нападений на корабли. Позже в романе на некоторое время появляется ещё одна субмарина — «Суорд», а после следует описание битвы двух подводных лодок, которая заканчивается поражением «Суорда». В конце романа Кер Каррадже и его субмарина (которую иначе как «буксир» и не называют) погибают…
В 1904 году вышел роман «Властелин мира», где появляется «Грозный» — машина, способная передвигаться по воздуху, по земле, по воде и под водой. «Грозный» имеет металлический корпус веретенообразной формы длиной 10 м. Корпус довольно узкий, причём у носа заостряется сильнее, чем к корме. Как в нём находиться долгое время?!! Повернуться — негде, не говоря уже о приготовлении пищи, личном туалете и прочих жизненных удобствах!..
Приводом машины «Грозного» для движения по земле служат 4 спицевых колеса с толстыми шинами, а для движения под водой — две турбины Парсонса. Для ориентации под водой в носовой части установлен перископ. Для движения по воздуху служат крылья, которые обычно прижаты к бортам и расправляются лишь в полёте. Источником энергии являются мощные электрические аккумуляторы. Капитаном «Грозного» является Робур, ранее появлявшийся в романе «Робур-Завоеватель», где он создал прототип вертолёта (воздушный корабль «Альбатрос»). В конце романа он, возомнив себя Властелином природы, направляет машину в самый центр грозы, где «Грозный» поражает удар молнии, и он падает в океан.
Оба романа были изданы большим тиражом и переведены на множество языков мира, но они так и не достигли популярности «Двадцать тысяч льё под водой» и «Таинственного острова», а «Грозный» так и остался лишь одним из вымыслов писателя.

## Культурные аспекты

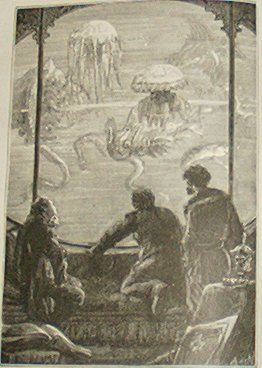
Открытое окно в неизведанные бездны Океана

«Наутилус» мог бы оказаться обычной фантастической машиной из романа, если бы не капитан Немо. Жюлем Верном капитан Немо первоначально задумывался как польский мститель, хладнокровно топящий русские корабли, а «Наутилус» был машиной для убийств. Однако Пьер-Жюль Этцель, издатель творчества Жюля Верна, был категорически против такого персонажа и заставил писателя полностью переделать его (в том числе и по политическим мотивам, чтобы не портить отношения с царским правительством России). В результате правок редактора капитан Немо из поляка стал индусом, и из убийцы-мстителя превратился в мятежника (революционера), борца с британской агрессией, а также в морского учёного. Со временем многие качества капитана Немо стали невольно присваивать и его кораблю. «Наутилус» перестал быть машиной для убийства и стал считаться не только быстроходной подводной лодкой, которой подвластны все глубины, но также (иногда) и оружием возмездия, исследовательской лабораторией и подводной обителью отшельника. С его помощью Немо не только топил корабли агрессоров, но и помогал угнетённым, а также изучал подводную жизнь. Известный морской исследователь Жак-Ив Кусто нередко сравнивал себя с героями романа:

Через Красное море идет специально оборудованный корабль. В его носовой части у дна устроена кабина с широкими подводными иллюминаторами. Сидя в ней, можно обозревать водную толщу на десятки метров кругом. Появляется стая дельфинов. Они плывут перед самыми стеклами вперегонки с кораблем, и киноаппарат фиксирует их неуловимые изящные движения.
Невольно вспоминается книга Жюля Верна «Двадцать тысяч льё под водой», которой все мы увлекались в детстве. Там спутники капитана Немо таким же образом вели свои наблюдения над подводными жителями.

«Калипсо» подошла к гигантам, и глазам подводных наблюдателей открылось необычное зрелище: огромные животные плыли у самого носа корабля, поддерживая скорость еле заметными движениями. И снова уши наблюдателей, выглядывавших в окошки, подобно Неду Ленду и профессору Аронаксу из жюльверновского «Наутилуса», уловили тоненькие голоса левиафанов.
На название романа «Двадцать тысяч льё под водой», который изначально должен был называться «Путешествие под водой», повлиял ряд произведений, имевших похожий сюжет о подводных плаваньях, похожие названия и публиковавшихся в том числе во Франции практически одновременно с книгой про капитана Немо. По этой причине Жюль Верн сменил первоначальное название своего романа на «Двадцать тысяч льё под водой», и это сыграло значительную роль.
Название романа: «Двадцать тысяч льё под водой» рисует в подсознании читателей длительность подводного путешествия, образы морских глубин, сам корабль и его капитана. Отчасти благодаря этому, при высокой популярности книги, «Наутилус» и стал одной из самых известных подводных лодок в мире.

### «Наутилус» в произведениях других авторов
В 1993—2002 годах Вольфганг Хольбайн издал серию книг под общим названием «Дети капитана Немо» (другое название — «Операция Наутилус»). Действие романов перенесено в 1916 год, во времена Первой мировой войны, а главный персонаж — молодой сын принца Даккара по имени Майкл. Основное действие разворачивается на борту «Наутилуса», однако сам корабль, судя по редким упоминаниям его конструкции, во многом отличается от корабля из романов Жюля Верна. Так, у Хольбайна «Наутилус» оборудован перископом (который в 1869 году уже существовал, но Жюль Верн по разным причинам не применил его на «Наутилусе»). Прожектор размещён на носу корабля, а в качестве двигателей используются двигатели внутреннего сгорания (в романе не раз упоминаются насосы для подачи горючего). Всего в серию входят 12 книг, первые из которых («Заброшенный остров», «Девочка из Атлантиды») уже переведены на русский язык.

### «Наутилус» в кино- и телефильмах

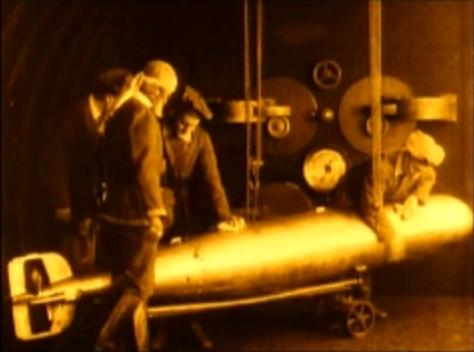
Носовой отсек «Наутилуса» с торпедами в фильме «20 000 льё под водой» 1916 года

«Наутилус» присутствует во всех кино- и телефильмах, экранизирующих соответствующие произведения Жюля Верна или снятых по их мотивам либо с участием их героев. В частности, «Наутилус» можно увидеть в следующих кино- и телефильмах:
- «Двадцать тысяч льё под водой» (1907, 1916, 1927, 1952, 1954, 1996[34], 1997, 2007 годах)
- «Таинственный остров» (1902, 1921, 1929, 1941, 1951, 1961, 1963, 1973, 1975, 1995, 2001, 2005 годов)
- «Капитан Немо и подводный город» (1969 года)
- «Капитан Немо (фильм) (1975 года)»
- «Возвращение капитана Немо» (1978 года)
- «Немо» (1984 года)
- «Лига выдающихся джентльменов» (2003 года)
- «Great books — Jules Verne`s 20,000 leagues under the sea» (2004 года). Фильм, демонстрировавшийся на канале Discovery
- «Наутилус: Повелитель океана» (30000 льё под водой) (2007 года)
- «Путешествие 2: Таинственный остров» (2012 года)
- «Жюль Верн. Путешествие длиною в жизнь» (2013 года)[35].

В кинематографе, во многих случаях, для «модельного» изображения подводной лодки «Наутилус» и для привлечения публики, а также по причине необходимости «поражения чувственного восприятия данным аппаратом» потребителя, этот корабль, как правило, никогда не соответствовал фактическому описанию в романе.
Наблюдается большой разброс его размеров: от достаточно скромных, до — колоссальных. Например, в фильме 1954 года «20 000 льё под водой» его длина составляет 32 метра (исходя из длины его натурной модели), а в «Лиге выдающихся джентльменов» — несколько сотен метров. Внешне подводное судно чаще всего похоже на большую рогато-шипастую рыбу, но в некоторых фильмах (например «Капитан Немо») он выглядит как современная подводная лодка, и даже оборудован перископом. Нередко, меняется и тип атаки «Наутилуса»: так, в фильме «20 000 льё под водой» (1954 года) он не проходит сквозь корпус корабля, а делает пробоину в его днище с помощью плавника — «пилы», установленного в носовой части.
В одноимённом фильме: «20000 лье под водой» 1916 года, снятом сыном Жюля Верна — Мишелем, «Наутилус» вооружён торпедами (которые упоминались в романе «Таинственный остров»: часть 3 — главы III, IV, V).
В 2007 году вышел фильм «Наутилус: Повелитель океана», где сам «Наутилус» — фантастическая подводная лодка огромных размеров, внешне больше похожая на советскую подводную лодку проекта 941. Примерно, так же — обстоят дела в упоминавшемся фильме «Лига выдающихся джентльменов» (2003 года), где «Наутилус» внешне сильно напоминает колоссальную атомную субмарину, которая способна развивать огромную скорость и вооружена баллистическими ракетами.
Корабль с названием «Наутилус» появляется в сериале «Звёздный путь: Вояджер» в эпизоде «Year to hell» (8-я и 9-я серии 4-го сезона).
В январе 2009 года режиссёр МакДжи заявил о своём намерении снять фильм по мотивам романа «Двадцать тысяч льё под водой» для студии Walt Disney Pictures. По его словам, фильм будет о жизни молодого принца Даккара и о создании «Наутилуса». Однако вскоре киностудия заморозила проект, а в 2010 году вновь вернулась к нему, предложив на этот раз съёмки режиссёру Дэвиду Финчеру. Также о своём намерении снять фильм по вольной адаптации «Двадцать тысяч льё под водой» в 2010 году заявила и студия Fox.

### «Наутилус» в анимации
Как и в кино, в анимации «Наутилус» порой сильно отличается от своего описания в романе, как внешним обликом, так и размерами. Так, например, в аниме «Nadia: The Secret of Blue Water» он больше похож на футуристический корабль из будущего, а размерами превышает литературный оригинал в несколько раз, что связано с тем фактом, что в данном аниме «Наутилус» — восстановленный и переделанный межпланетный крейсер, оставленный со времён Атлантиды.
«Наутилус» появляется в следующих мультфильмах и аниме:
- «Похищенный дирижабль» (1966 года)
- «Семья Бренди на Таинственном острове» (1972 года)
- «Двадцать тысяч льё под водой» (1972, 1975, 2002 годов)
- «Таинственный остров» (1975, 2001 годов)
- «Подводные приключения капитана Немо» (1975 года)
- «Великое морское сражение: 20000 миль любви» (1981 года)
- «Damu Toraburu Tondekeman» (1990 года)
- «Nadia: The Secret of Blue Water» (1990—1991 годов)
- «Вилли Фог 2» (1993 года)
- «Космические забастовщики» (1995 года)
- «Джонни Браво» (2000 года)
- «Путешествия Жюля Верна» / The Extraordinary Adventures of Jules Verne (2012—2013 годов).

### «Наутилус» в компьютерных играх
- В 1984 году Synapse Software выпустила игру Nautilus, где задача игрока заключается в управлении подводной лодкой и отражении атак спрутов и надводных кораблей[40].
- В 1988 году Coktel Vision выпустила видеоигру 20000 Lieues sous les Mers, где внешний облик «Наутилуса» скопирован с современных подводных лодок, а внутренние помещения оформлены в жанре стимпанк[41].
- 10 октября 2002 года компания «Cryo Interactive Entertainment» выпустила игру-квест из серии «Миры Жюля Верна»: под названием «Тайна Наутилуса», где всё основное действие разворачивается внутри давно погибшей подводной лодки «Наутилус». Игра ведётся от первого лица. Сюжет игры далёк от описаний подводной лодки «Наутилус» автором и реалий трилогии. Цель игры: выбраться из затопленного много лет тому назад и вмурованного под водой, в вулканическую породу, огромного подводного корабля «Наутилус», имеющего очень просторные помещения и залы, и даже говорящую голограмму самого капитана Немо, а также боевых роботов и боевые лазеры.
- Существует модификация игры Far Cry (2004 года) под названием «Таинственный остров» по одноимённому роману Жюля Верна[42].
- 3 ноября 2004 года The Adventure Company выпустила игру Return to Mysterious Island (рус. Возвращение на таинственный остров), где «Наутилус» в основном изображён в соответствии с его описанием в романе[43].«Наутилус» в игре «Возвращение на Таинственный остров»

«Наутилус» в игре «Возвращение на Таинственный остров»

- Примечательно, что в изданной в 2006 году игре «Механоиды 2: Война кланов» выступает гигантское разумное существо, называемое не иначе, как «Наутилус». Впрочем, самого «Наутилуса» игрок так и — не увидит.
- В 2007 году компания 1С выпустила игру «Рекс и капитан Немо», где образ «Наутилуса» позаимствован у раковины одноимённого моллюска[44].
- Немо и его Наутилус присутствуют в Fate/Grand Order (2015).

### Прочее
- Известная рок-группа «Наутилус Помпилиус» хоть и была названа в честь моллюска наутилуса (Nautilus Pompilius), но её название настолько часто ассоциировали с литературным «Наутилусом», что солиста — Вячеслава Бутусова, нередко называли капитаном Немо[45]. Зато менее известная рок-группа 1980-х годов из Москвы «Наутилус» была так названа именно под влиянием произведений Жюля Верна[46].

- В 2003 году компания RoverComputers назвала в честь фантастической субмарины свою новую серию ноутбуков — RoverBook Nautilus. Президент компании прокомментировал название так:

В своё время идеи, изложенные в романе Жюля Верна «20000 лье под водой», были по-настоящему революционны. И во многом остаются такими на сегодняшний день.
- Имя «Nautilus» носит спроектированный NASA жилой космический модуль BA 330 (его первый запуск в космос намечен на 2014 год).

## «Наутилус» и реальные подводные корабли
«Наутилус» Роберта Фултона — реальная подводная лодка, крайне несовершенная, но, тем не менее, совершившая реальные погружения и передвигавшаяся под водой, была построена ещё в 1800 году. В годы гражданской войны в США подводные и полуподводные боевые корабли строились и применялись в боевых действиях (впрочем, большей частью — без особого успеха). Реальные подводные лодки этого времени имели длину максимум несколько метров, погружались неглубоко, приводились в движение преимущественно за счёт мускульной силы экипажа, так как двигателей, способных работать под водой, не существовало. Скорость подводного хода не превышала нескольких километров в час. Мореходность была крайне плохой из-за низкого запаса плавучести, известны случаи, когда лодка тонула из-за случайной волны, захлестнувшей люк. Вооружением служили в основном различные варианты мин, которые лодка должна была, подойдя под водой к кораблю-цели, прикрепить к его борту ниже ватерлинии.

На фоне этих «конструкций», «Наутилус» капитана Немо представлял собой идеальный подводный корабль — быстрый, мощный, с почти неограниченным запасом хода, практически непотопляемый, вооружённый тараном, пробивающим насквозь металлические корпуса кораблей, способный погружаться на глубину нескольких километров. Немо даже позволил себе как-то заметить:
…в области судостроения наши современники ушли недалеко от древних. Несколько веков понадобилось, чтобы открыть механическую силу пара! Кто знает, появится ли даже через сто лет второй «Наутилус»! Прогресс движется медленно, господин Аронакс!
На что Аронакс ему ответил:

Совершенно верно, ваше судно опережает свою эпоху на целый век, если не на целые века!

Однако, уже вскоре после выхода романа, прогресс в развитии подводного флота начал набирать скорость. Выпуск подводных лодок увеличился, а их конструкция начала всё больше совершенствоваться. В 1886 году в Англии спускается на воду субмарина, которая получает имя в честь корабля капитана Немо — «Nautilus». В июне 1904 года в журнале «Popular Mechanics» вышла статья «Будущее подводной лодки», где утверждалось, что будущее за мини-субмаринами, так как найти для подводных лайнеров сверхмощные источники электроэнергии и постройка большого судна, способного выдержать давление на значительной глубине являлись, по мнению писателя, невыполнимыми задачами.

В будущем лодки будут меньше, чем сегодня, и управлять ими будут один-два человека.

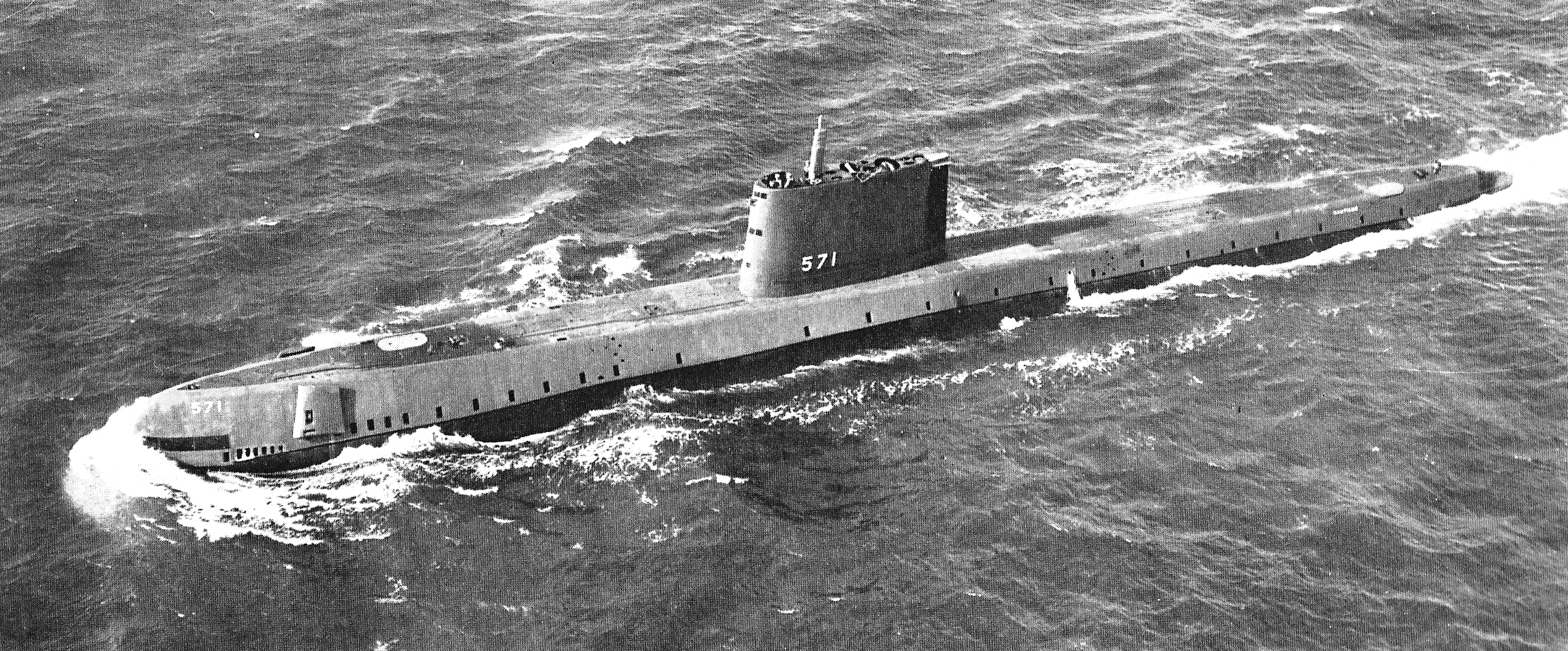
SSN-571 «Nautilus»

К 1930-м годам подводные лодки достигают размеров «Наутилуса». В 1931 году предпринята первая в мире попытка доплыть до Северного полюса на подводной лодке.
Её осуществили полярные исследователи Г. Уилкинс и Х. Свердруп на субмарине О-12, переоборудованной из боевой в исследовательскую и получившей имя «Nautilus». 28 августа лодка достигла рекордной для кораблей широты — 82° северной широты, но из-за неблагоприятной ледовой обстановки 6 сентября была вынуждена повернуть обратно. Тем не менее, данный поход подтвердил возможность использования субмарин для научных исследований, так как, в процессе плавания были собраны ценные данные о рельефе дна Северного Ледовитого океана. В 1954 году в США спускается на воду первая в мире атомная подводная лодка — SSN-571.
Атомный реактор стал для субмарин мощным, практически неистощимым источником энергии, делая их полностью автономными.
SSN-571 представляла собой самую совершенную (на тот момент времени) подводную лодку, за что она и получила имя «Nautilus». Летом 1958 года, в условиях повышенной секретности, SSN-571 «Nautilus» совершает поход под полярными льдами, и 3 августа в 23 часа 15 минут она впервые в истории прошла Северный полюс в подводном положении.
23 января 1960 года, спустя 92 года после погружения «Наутилуса», швейцарский учёный Жак Пикар и лейтенант ВМС США Дон Уолш на батискафе «Триест» совершили рекордное погружение на глубину 11 километров в Марианскую впадину.
Современные подводные лодки по водоизмещению превосходят «Наутилус» Жюля Верна в десятки раз. По скорости, они почти его догнали: рекорд скорости среди субмарин — 44,7 узла, установлен советской АПЛ проекта 661, а их экипаж составляет больше сотни человек. Также, они имеют оборудование и вооружение, о котором Жюль Верн не мог никогда и мечтать (либо отказался по тем или иным причинам оборудовать ими «Наутилус»): перископ, сонар, установки регенерации воздуха, спутниковая связь, баллистические ракеты и многое другое.
Если в 1860—1870 годах конструкция «Наутилуса» и считалась фантастической, то, спустя чуть больше века, она оказалась, хоть и устаревшей, но во многом и недостижимой для современных субмарин.

## Галерея

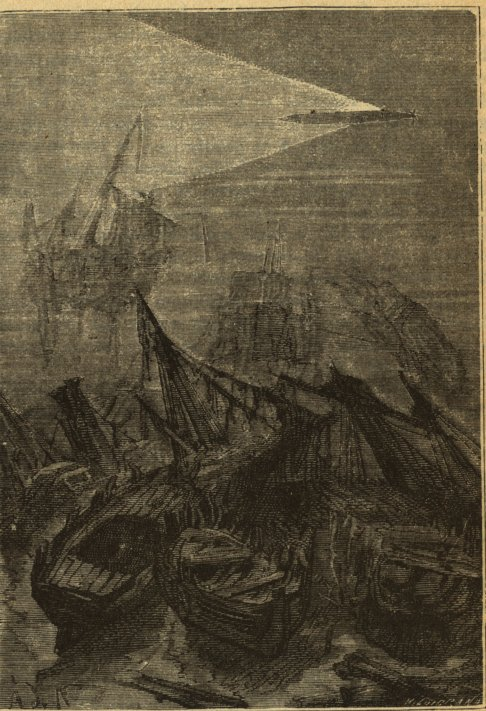
«Наутилус» в Гибралтарском проливе
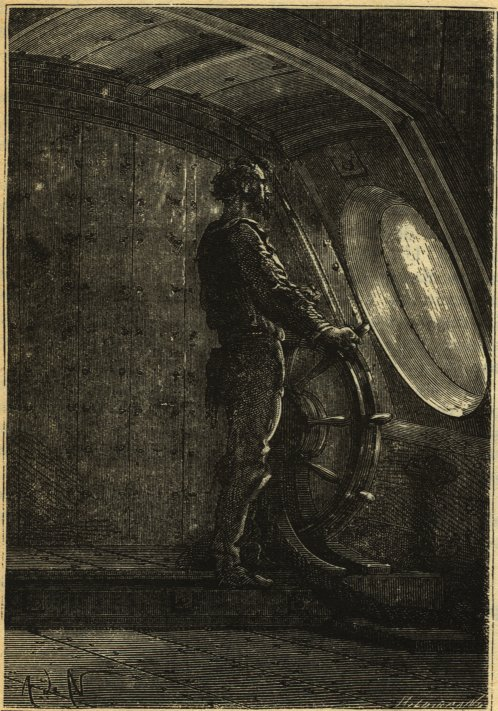
В рубке «Наутилуса»
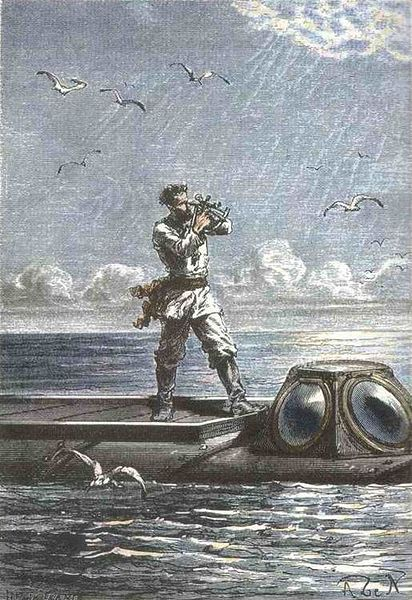
Немо на палубе «Наутилуса»
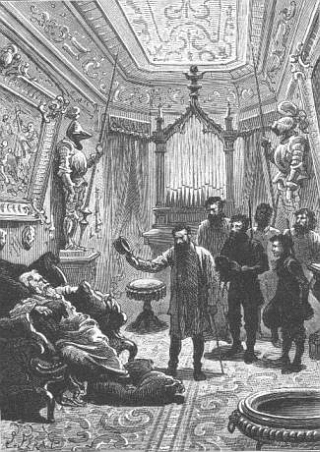
Колонисты пришли на «Наутилус» к Немо
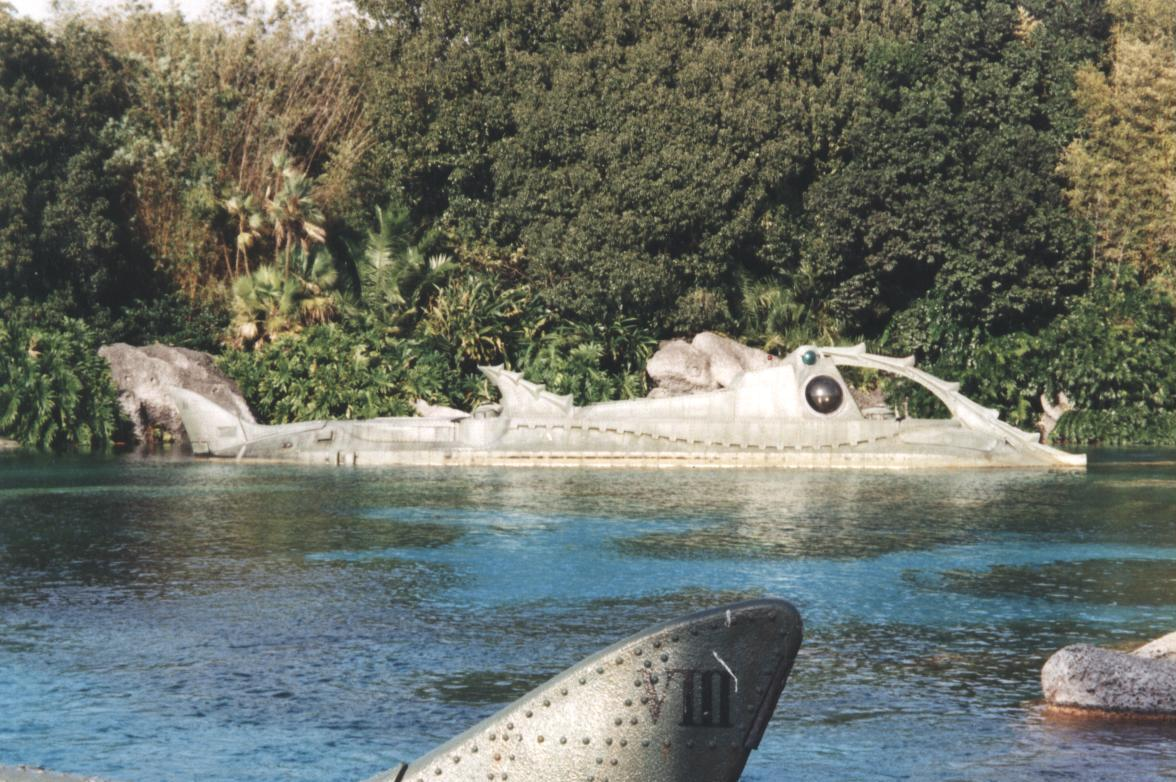
«Наутилус» в парижском Диснейленде[f]

### Комментарии
1. ↑  В конце романа «20 000 льё под водой» «Наутилус» атакует именно английский корабль (прямо на это не указывается, но довольно ясно намекается).
2. ↑  Профессору Аронаксу художники Эдуард Риу, и Альфонс де Невиль придали черты Жюля Верна.
3. ↑  В большинстве переводов романа на разные языки указано водоизмещение судна, составляющее 1500,2 тонны, а также его объём, равный 1500,2 м³, но из дальнейшего видно, что это опечатка. Далее указан тоннаж 1507,2 тонн и согласно автору 9/10 от объема судна составляет 1356,48 м³, что значит, что объем равен 1507,2 м³ (1356,48 = 1507,2 · 0,9). Указана также площадь поверхности судна: 1011,45 м². Такой объем и площадь будет у судна, которое состоит из двух конусов длиной 30 м с диаметром основания 8 м, а также сопряжённого в середине между ними цилиндра длиной 10 м и диаметром 8 м. При этом, чтобы получить такой объем в точности, надо в качестве числа π взять 3,14 (если взять настоящее значение числа π, объем и площадь будут равны 1507,96  м³ и 1011,98 м²). Возможно, что указанное разночтение возникло при переводе текста романа, изданного Этцелем отдельной книгой, в котором на французском языке указано, что объем судна составляет: "Пятнадцать сотен и две десятых кубических метров".
4. ↑  Художник Эдуард Риу изобразил его таким по личной просьбе писателя.
5. ↑  Реальная максимальная глубина Саргассового моря — 6 995 м, реальная максимальная известная глубина океана — 11 022 м, — в Марианской впадине, находящейся в Тихом океане.
6. ↑  Участвовал в съёмках фильма «20 000 льё под водой» производства студии Walt Disney Pictures.

### Первоисточники
- Верн, Жюль. 20 000 льё под водой. — Правда, 1990. — ISBN 5-253-00490-4.
- Верн, Жюль. Таинственный остров. — Сибирское отделение: Детская литература, 1990. — ISBN 5-08-007459-0.

### Монографии и статьи
- Брандис Е. П. Рядом с Жюлем Верном. — 3-е изд. — Л. : Детская литература, Лен. отд., 1991. — 207 с. — ISBN 5-08-000087-2.
- Гаков Вл. Капитан «Наутилуса», предисловие // Жюль Верн. Двадцать тысяч лье под водой. Таинственный остров. — М. : Олма-пресс, 2003. — С. 5—10. — 672 с. — (Мое первое собрание сочинений). — 5000 экз. — ISBN 5-94849-029-7.
- Гроссман А. Комфортабельный «Наутилус» и тесная «Пантера» // Наука и жизнь. — 1968. — № 3. — С. 84—85.
- Прашкевич Г. Жюль Верн. — М. : Молодая гвардия, 2013. — 356 с. — (Жизнь замечательных людей; вып. 1616 (1416)). — ISBN 978-5-235-03599-7.
- Прокопик Г. Жюль Верн был прав! // Уральский следопыт. — 1980. — № 3. — С. 71—73.
- Смолицкий С. По следам «Наутилуса». — М.—СПб. : Мой учебник, Фонд «Дом детской книги», 2020. — 187 с. — (Библиотека занимательной науки : БИЗАН). — 2000 экз. — ISBN 978-5-98736-035-4.